# فردریک متوان وایت
فردریک متوان وایت (به انگلیسی: Frederick Methvan Whyte) یک مهندس مکانیک آمریکایی-هلندی بود که در ۱۹۰۰ میلادی سیستم نمادگزاری وایت که برای طبقه بندی نظم چرخ در لوکوموتیو بخار استفاده می‌شد را ابداع کرد.